# Bill Bonthron
Bill Bonthron (eigentlich William Robert Bonthron; * 1. November 1912 in Detroit, Michigan; † 17. Januar 1983 in Princeton, New Jersey) war ein US-amerikanischer Mittelstreckenläufer.
Nach der Highschool bekam Bonthron 1931 ein Leichtathletik-Stipendium der Princeton University, wo er bei Mathew T. Geis trainierte, der selbst ein erfolgreicher Mittel- und Langstreckler gewesen war. Hier gehörten eine Vielzahl an Cross-, Hallen- und Bahnrennen zum Trainingsprogramm.
Am 30. Juni 1934 verbesserte er den Weltrekord von Luigi Beccali über 1500 m um 0,2 s auf 3:48,8 min.
1934 wurde er US-Meister über 1500 m und NCAA-Meister im Meilenlauf. Im selben Jahr wurde er mit dem James E. Sullivan Award ausgezeichnet.
Als Bonthron bei den US-Trials 1936 als Vierter sich nicht für die Olympischen Sommerspiele 1936 in Berlin qualifizieren konnte, beendete er seine sportliche Laufbahn.

## Persönliche Bestzeiten
- 880 Yards: 1:53,0 min, 15. Juli 1933, Princeton (entspricht 1:52,3 min über 800 m)
- 1500 m: 3:48,8 min, 30. Juni 1934, Milwaukee
- 1 Meile: 4:08,7 min, 15. Juli 1933, Princeton  Jul 15, 1933